# Empoasca serratipenis
Empoasca serratipenis är en insektsart som beskrevs av Qin och Zhang 2007. Empoasca serratipenis ingår i släktet Empoasca och familjen dvärgstritar. Inga underarter finns listade i Catalogue of Life.